# Donald marin
Pour plus de détails, voir Fiche technique et Distribution.
Donald marin (Sea Salts) est un court métrage d'animation américain de la série des Donald Duck, sorti le 8 avril 1949 réalisé par les studios Disney.

## Synopsis
Un vieux criquet raconte son aventure avec le capitaine Donald Duck sur une île déserte, après que leur navire s'y soit échoué...

## Fiche technique
- Titre original : Sea Salts
- Série : Donald Duck
- Réalisateur : Jack Hannah
- Scénario : Nick George et Bill Berg
- Animateurs : Jack Boyd, Bob Carlson, John Sibley et Bill Justice
- Layout : Yale Gracey
- Background : Thelma Witmer
- Musique : Oliver Wallace
- Voix : Clarence Nash (Donald) et Dink Trout (le scarabée)
- Producteur : Walt Disney
- Société de production : Walt Disney Productions
- Distributeur : RKO Radio Pictures
- Date de sortie : 8 avril 1949[1]
- Format d'image : Couleur (Technicolor)
- Durée : 7 minutes
- Langue : Anglais
- Pays :  États-Unis

## Voix françaises
- Michel Elias : Donald Duck

## Titre en différentes langues
D'après IMDb :
- Suède : Kapten Anka